# Xã Agency, Quận Roberts, South Dakota
Xã Agency (tiếng Anh: Agency Township) là một xã thuộc quận Roberts, tiểu bang Nam Dakota, Hoa Kỳ. Năm 2010, dân số của xã này là 323 người.